# Гузик, Артём Игоревич
Артём Игоревич Гузик (бел. Арцём Ігаравіч Гузік; род. 20 марта 1992, Гродно) — белорусский футболист, защитник клуба «Дятлово».

## Карьера
Воспитанник гродненского «Немана». Дебютировал за клуб 3 июля 2010 года в матче против бобруйской «Белшины», выйдя на замену во втором тайме. В основной команде клуба закрепиться не смог, проведя всего лишь 5 матчей во всех турнирах. Затем в августе 2012 года перешёл в «Сморгонь». Однако закрепиться в сморгонском клубе у футболиста также не вышло.
В январе 2013 года проходил просмотр в «Слоним» и вскоре присоединился к клубу. Дебютировал за клуб 27 апреля 2013 года в матче против «Сморгони». Дебютный гол за клуб забил 29 июня 2013 года в матче против «Слуцка». Закрепился в основной команде клуба, чередуя игры в стартовом составе и с лавки запасных. По окончании сезона покинул клуб.
Зимой 2015 года проходил просмотр в «Лиде» и в «Сморгони», однако присоединился ко второму клубу. Сыграл за клуб всего в 2 матчах и в июле 2015 года покинул клуб.
В 2018 году на любительском уровне выступал в «Цементнике». Затем в 2019 году уехал играть за польский клуб «Знич» из четвёртого дивизиона. В 2021 году вернулся в «Цементник», вместе с которым стал выступать во Второй Лиге. В 2022 году стал игроком клуба «Дятлово».